# 1 хилядолетие пр.н.е.
| 30 | 29 | 28 | 27 | 26 | 25 | 24 | 23 | 22 | 21 | 20 | 19 | 18 | 17 | 16 | 15 | 14 | 13 | 12 | 11 | 10 | 9 | 8 | 7 | 6 | 5 | 4 | 3 | 2 | 1 | пр.н.е. << >> сл.н.е. | 1 (1–1000) | 2 (1001–2000) |

Първото хилядолетие (I) обхваща периода от началото на 1000 г. пр.н.е. до края на 1 г. пр.н.е.

## Събития
- Келтите навлизат в Западна Европа.
- Кир Велики завладява Вавилон и създава Персийската империя.

## Изобретения, открития, нововъведения
- Финикийците развиват и разпространяват азбуката.
- Ератостен доказва, че Земята има сферична форма, и определя нейния диаметър.
- Доказана е Питагоровата теорема.
- Развитие на геометрията.
- Желязото добива популярност.
- Открит е Законът на Архимед.

## Личности
- Давид, израелтянски цар
- Омир, древногръцки поет
- Гаутама Буда, създател на будизма
- Конфуций, китайски философ
- Лао Дзъ, китайски философ
- Перикъл, атинянски държавник
- Есхил, древногръцки автор на трагедии
- Софокъл, древногръцки автор на трагедии
- Еврипид, древногръцки автор на трагедии
- Сократ, древногръцки философ
- Платон, древногръцки философ
- Аристотел, древногръцки философ
- Левкип, древногръцки философ
- Демокрит, древногръцки философ
- Питагор, древногръцки математик
- Александър Велики, завоевател
- Евклид, математик
- Архимед, учен
- Цицерон, латински оратор и философ
- Юлий Цезар, древноримски завоевател и диктатор
- Виргилий, латински поет